# Tipula (Odonatisca) pribilofensis
Tipula (Odonatisca) pribilofensis is een tweevleugelige uit de familie langpootmuggen (Tipulidae). De soort komt voor in het Palearctisch en Nearctisch gebied.